# Jagiellonia Białystok w sezonie 1936

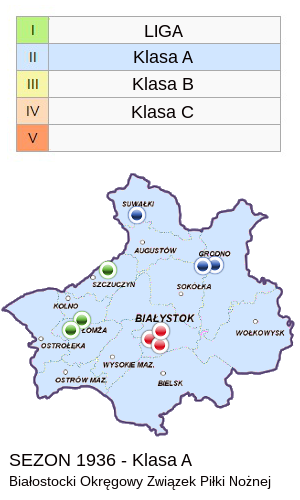
BOZPN - Zespoły występujące w Klasie A w sezonie 1936

WKS Jagiellonia Białystok przystąpiła do rozgrywek Klasy A BOZPN.

## II poziom rozgrywek piłkarskich
W systemie rozgrywek klasy A pojawiła się mała zmiana, powstała 3 grupa rozgrywkowa. W pierwszej fazie drużyny zostały podzielone na 3 grupy terytorialne (białostocką, grodzieńską, łomżyńską), których zwycięzcy stoczyli mecze w grupie o 1 miejsce. O utrzymanie w klasie A walczyły ostatnie drużyny z grup.
Na 1 miejsce okręgu powróciła drużyna z Grodna. Jagiellonia rozegrała słaby sezon, musiała toczyć walkę o utrzymanie się w klasie A. Cel został osiągnięty, ale najwyraźniej klub miał zniżkową tendencję. Najwyraźniej ucieczka pod skrzydła wojskowe nie przyniosła spodziewanych rezultatów, problemy finansowe klubu odcisnęły swoje piętno także na wynikach sportowych.

## Końcowa Tabela – Klasa A (Okręg białostocki)
GRUPA I
| Lp. | Drużyna                   | M | Z | R | P | Bramki | Bramki | Różn. | Pkt. | Uwagi               |
| --- | ------------------------- | - | - | - | - | ------ | ------ | ----- | ---- | ------------------- |
| 1   | ŻKS Makabi Białystok      | 4 | 4 | 0 | 0 | 12     | 5      | +7    | 8    | Baraże o 1 m-ce     |
| 2   | Hapoel Białystok          | 4 | 1 | 1 | 2 | 6      | 10     | -4    | 3    |                     |
| 3   | WKS Jagiellonia Białystok | 4 | 0 | 1 | 3 | 4      | 7      | -3    | 1    | Baraże o utrzymanie |

GRUPA II
| Lp. | Drużyna          | M | Z | R | P | Bramki | Bramki | Różn. | Pkt. | Uwagi               |
| --- | ---------------- | - | - | - | - | ------ | ------ | ----- | ---- | ------------------- |
| 1   | WKS Grodno B     |   |   |   |   |        |        |       | b.d. | Baraże o 1 m-ce     |
| 2   | Makabi Grodno    |   |   |   |   |        |        |       | b.d. |                     |
| 3   | Makabi Suwałki B |   |   |   |   |        |        |       | b.d. | Baraże o utrzymanie |

GRUPA III
| Lp. | Drużyna          | M | Z | R | P | Bramki | Bramki | Różn. | Pkt. | Uwagi               |
| --- | ---------------- | - | - | - | - | ------ | ------ | ----- | ---- | ------------------- |
| 1   | Warmia Grajewo B | 4 | 2 | 2 | 0 | 7      | 5      | +2    | 6    | Baraże o 1 m-ce     |
| 2   | ŁKS Łomża        | 4 | 1 | 2 | 1 | 8      | 7      | +1    | 4    |                     |
| 3   | Makabi Łomża B   | 4 | 0 | 2 | 2 | 18     | 18     | 0     | 2    | Baraże o utrzymanie |

Grupa finałowa
| Lp. | Drużyna                | M | Z | R | P | Bramki | Bramki | Różn. | Pkt. | Uwagi        |
| --- | ---------------------- | - | - | - | - | ------ | ------ | ----- | ---- | ------------ |
| 1   | WKS Grodno B           | 4 | 3 | 0 | 1 | 8      | 3      | +5    | 6    | elim.do Ligi |
| 2   | Warmia Grajewo         | 4 | 3 | 0 | 1 | 15     | 2      | +13   | 6    |              |
| 3   | ŻKS Makabi Białystok B | 4 | 0 | 0 | 4 | 0      | 18     | -18   | 0    |              |

- Dodatkowy mecz o 1 miejsce na neutralnym terenie: WKS Grodno-Warmia Grajewo 4:0

Grupa spadkowa
| Lp. | Drużyna                   | M | Z | R | P | Bramki | Bramki | Różn. | Pkt. | Uwagi       |
| --- | ------------------------- | - | - | - | - | ------ | ------ | ----- | ---- | ----------- |
| 1   | Makabi Łomża              | 4 | 3 | 1 | 0 | 14     | 7      | +7    | 7    |             |
| 2   | WKS Jagiellonia Białystok | 4 | 1 | 1 | 2 | 13     | 11     | +2    | 3    |             |
| 3   | Makabi Suwałki S          | 4 | 0 | 2 | 2 | 5      | 14     | -9    | 2    | Spadek kl.B |

Ostateczna klasyfikacja:
| L.p.  | Drużyna                                    | Opis         |
| ----- | ------------------------------------------ | ------------ |
| 1     | WKS Grodno M                               | elim.do Ligi |
| 2     | Warmia Grajewo                             |              |
| 3     | ŻKS Makabi Białystok                       |              |
| 4-5-6 | Makabi Grodno, ŁKS Łomża, Hapoel Białystok |              |
| 7     | Makabi Łomża                               |              |
| 8     | WKS Jagiellonia Białystok                  |              |
| 9     | Makabi Suwałki S                           | Spadek kl.B  |

- Makabi Suwałki spadło do klasy B.
- W związku ze zmniejszeniem klasy A do 8 drużyn, nikt nie awansował z klasy B.

## Mecze
| Mecze i wyniki | Mecze i wyniki       | Mecze i wyniki         | Mecze i wyniki | Mecze i wyniki | Mecze i wyniki       | Mecze i wyniki | Mecze i wyniki  | Poz w lidze. | Poz w lidze. | Poz w lidze. |
| Lp. | Data                 | Rozgrywki              | F.             | D/W            | Przeciwnik           | Wynik          | Strzelcy bramek | M.           | P.           | Br.          |
| --- | -------------------- | ---------------------- | -------------- | -------------- | -------------------- | -------------- | --------------- | ------------ | ------------ | ------------ |
| 1 105 | 16.05.1936 Białystok | Klasa A - 1 kolejka    | -              | D              | ŻKS Makabi Białystok | 0:1            |                 | ?            | 0            | 0:1          |
| 2 106 | 21.05.1936 Białystok | Klasa A - 2 kolejka    | -              | W              | Hapoel Białystok     | 2:1            |                 | ?            | 0            | 1:3          |
| 3 107 | 11.06.1936 Białystok | Klasa A - 3 kolejka    | -              | W              | ŻKS Makabi Białystok | 3:2            |                 | ?            | 0            | 3:6          |
| 4 108 | 11.07.1936 Białystok | Klasa A - 4 kolejka    | -              | D              | Hapoel Białystok     | 1:1            |                 | 3            | 1            | 4:7          |
| Grupa spadkowa |                      |                        |                |                |                      |                |                 |              |              |              |
| 5 109 | 1.08.1936 Białystok  | Kl.A (gr.spadkowa)- 1k | -              | W              | Makabi Suwałki       | 2:9            |                 | ?            | 2            | 9:2          |
| 6 110 | 15.08.1936 Białystok | Kl.A (gr.spadkowa)- 2k | -              | D              | Makabi Łomża         | 1:4            |                 | ?            | 2            | 10:6         |
| 7 111 | 16.08.1936 Białystok | Kl.A (gr.spadkowa)- 3k | -              | D              | Makabi Łomża         | 3:5            |                 | ?            | 2            | 13:11        |
| 8 112 | ?.08.1936 Białystok  | Kl.A (gr.spadkowa)- 4k | -              | D              | Makabi Suwałki       | 0:0            |                 | 2            | 3            | 13:11        |
| - rozgrywki ligowe, - rozgrywki pucharu polski, - rozgrywki pucharu ligi, - rozgrywki ligi europejskiej, - mecze barażowe lub eliminacyjne, - inne. Liczba meczów w sezonie:1 2 (wszystkie mecze na najwyższym poziomie rozgrywkowym)3 (wszystkie mecze w rozgrywkach ligowych bez baraży) , Puchar Polski: 2 (mecze Pucharu Polski na szczeblu centralnym)3 (wszystkie mecze w Pucharze Polski) |                      |                        |                |                |                      |                |                 |              |              |              |